# جورج ابل (بازیکن هاکی روی یخ)
جورج ابل (انگلیسی: George Abel; ۲۳ فوریهٔ ۱۹۱۶ – ۱۶ آوریل ۱۹۹۶) بازیکن هاکی روی یخ اهل کانادا بود.